# Эрнанодон
Эрнанодон (лат. Ernanodon) — род вымерших млекопитающих. Известен по единственному виду, лат. Ernanodon antelios, обитавшему в позднем палеоцене на территории КНР.

## Прежнее отнесение к неполнозубым
Когда эрнанодон был впервые обнаружен, его приняли за примитивного муравьеда, предположительно родственного древнеевропейскому виду Eurotamandua, обитавшему в Германии в эоцене. Была выдвинута гипотеза о распространении фауны из Южной Америки, где возникли муравьеды и прочие неполнозубые, через Северную Америку и Азию в Европу. В пользу этой гипотезы, казалось, говорило и обнаружение в Европе эоценовой птицы Aenigmavis, которая была якобы родственна фороракосам.

## Критика
Позднее европейских птиц, которых ранее считали родственным фороракосам, причислили к совообразным софорнитидам.
Отнесение E. antelios к неполнозубым вызывает возражения ещё и потому, что у него отсутствует характерное для последних строение суставов. То же возражение касается вида Eurotamandua.

## Современная классификация: Cimolesta
Современные исследователи предполагают, что E. antelios относился к другому отряду, Cimolesta, отдалённо родственному современным хищным. Единственными ныне живущими представителями отряда являются панголины.